# Zakaria Messoudi
Zakaria Messoudi (Casablanca , Marruecos; 30 de octubre de 1993) es un futbolista marroquí nacionalizado canadiense. Juega como mediocampista y actualmente se encuentra en Odd de la Tippeligaen.

## Selección
Tenía 8 años cuando su familia se trasladó a Montreal, Canadá. Se inició a los 9 años en Bravos d'AHUNTSIC.
Debutó en la Selección juvenil de Canadá a los 19 años de la mano de Nick Dasovic.
Ha sido internacional con la Selección Sub-20 de Canadá en 2 ocasiones sin anotar goles.

## Clubes
| Club                    | País    | Año         |
| ----------------------- | ------- | ----------- |
| Montreal Impact Academy | Canadá  | 2011 - 2013 |
| Montreal Impact         | Canadá  | 2013        |
| Ottawa Fury FC (Cedido) | Canadá  | 2014        |
| Montreal Impact         | Canadá  | 2015        |
| Odd                     | Noruega | 2016 - 2017 |